# バイオグラフシアター
バイオグラフシアター(英 Biograph Theater)は1914年にシカゴに建てられた初期の映画館で、アメリカ合衆国国家歴史登録財やシカゴランドマークに登録されている。1934年7月22日にギャングのジョン・デリンジャーが連邦捜査局に射殺された場所としても有名である。

## 映画館の歴史
1912年、チャールズ・エリクソンがシカゴのリンカーンAve.沿いに土地を購入し、2年後にルブライナー&トリンツ映画チェーン(Lubliner & Trinz movie chain)と月額833ドル(現在の27,000ドル）で賃貸契約を結んだ。 
映画館の設計はシカゴの著名な建築家、サミュエル・N・クラウン(Samuel N. Crowen,1892-1935)に依頼し、1914年5月に着工、9月下旬にオープンした。 
歩道から奥まったところにあるエントランス、独立したチケットブース、歩道に突き出た電飾のある庇(マーキー)など、当時の劇場の様式が至る所に見られる。外壁は赤色のレンガで覆われ白い漆喰で装飾が施されている。
1974年頃に大ホールを分割し2つのスクリーンがある映画館に改装されているが、この工事でインテリアの装飾の大部分が失われた。
1984年、アメリカ合衆国国家歴史登録財に登録される。2001年に映画館は閉鎖されるが、この年シカゴのランドマークに指定された。
2004年、シカゴで舞台公演を行なっているヴィクトリー・ガーデンズ・シアターが購入し大改修が行われた。庇（マーキー）は鉄骨が錆びて崩落の恐れがあるので新しく作り替えられた。オリジナルのマーキーはシカゴ歴史博物館に収蔵されている。劇場は ”The Victory Gardens Theater at the Biograph” と名付けられ2006年にオープンした。オープニングパーティーは俳優のウィリアム・ピーターセンによって執り行われた。

2008年には映画「パブリック・エネミーズ」の撮影のため、外観および周辺の建物の大掛かりな改装が行われた。

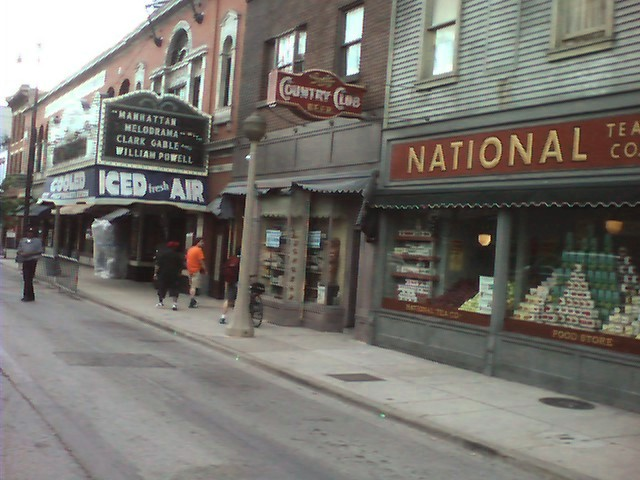
映画「パブリック・エネミーズ」のために改装された映画館周辺(2009年）

## ジョン・デリンジャー射殺事件
1934年4月末、リトル・ボヘミア・ロッジからシカゴに逃げてきたジョン・デリンジャーとホーマー・ヴァン・メーターは、悪徳弁護士ルイス・ピケットの仲介でマフィア仲間のジミー・プロバスコの家に隠れた。
デリンジャーの凶悪犯罪はシカゴでも止むことはなく、当局の目がシカゴに集中する前にマフィアは彼らを追放することにした。プロバスコも当局に見つかるのを恐れたが、デリンジャーのことは気に入っていたようである。隠れ家を追い出されたデリンジャーとヴァン・メーターは、シカゴ近郊の森にある小屋や赤いパネルトラックの荷台でひと月ほど生活した。
7月4日、ピケットは売春宿を営むアンナ・セージ(Anna Sage)の店にデリンジャーを連れて行き、しばらく彼を住まわせて欲しいと頼んだ。アンナは承諾し一緒に住むポリー・ハミルトン(Polly Hamilton)が世話係をすることになった。26歳のポリーは以前はアンナに雇われていたが、今はウィルソンSt.のS＆Sダイナーでサンドウィッチを売るアルバイトをしている。デリンジャーとポリーは気が合い遊園地やダンスホールに遊びに行く仲になった。
デリンジャーは「商品取引所で事務員をしているジミー・ローレンス」だと名乗ったが、アンナは新聞にたびたび掲載されるデリンジャーの写真を覚えており、すぐに正体に気付いた。
その頃アンナは当局から「道徳的に問題ある外国人」と見なされ、母国ルーマニアへの強制送還を迫られていた。そこでデリンジャーを警察に渡して、その引き換えにアメリカの永住権と懸賞金1万ドル（現在の24万ドル）を獲得できないかと目論んだ。

### 「赤い服の女」
アンナは愛人でもあるイーストシカゴ警察のマーティン・ザーコビッチ刑事（後に汚職警官として有名になる）に相談し、7月19日に捜査局はアンナの取引に応じた。その3日後、アンナは「今夜デリンジャーと映画を観に行くことになった」と捜査局に電話で伝えた。
アンナは映画館に赤い服を着て行ったと言い伝えられているが、実際にはオレンジ色のスカートと白いブラウス姿だった。これには「捜査局が目立つように赤い服を着るよう指示をした」「劇場の白熱灯で赤色に見えた」「マスコミが強烈な印象を与えようと赤色と表現した」など諸説あり、それ以後『赤い服の女』（"Lady In Red"または"Woman In Red"）は不幸の訪れを仄めかす象徴的な意味を持つようになった。

### 1934年7月22日 捜査局の出動

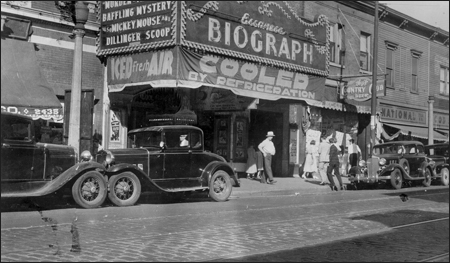
1934年のバイオグラフシアター

アンナは「近くの映画館」と言っただけでどの映画館かわからなかった。アパートの近くに映画館は2軒あり、捜査局はクラーク・ゲーブルの「男の世界」(1934)を上映するバイオグラフシアターに目星をつけた。
捜査局のJ・エドガー・フーヴァー長官は管轄外のイーストシカゴ警察とサウスシカゴ警察に応援を要請。シカゴ警察は汚職が蔓延していると考え、またインディアナ州警察は個人的に反感があるため除外した。
メルヴィン・パーヴィスの指揮で捜査官と刑事の計15名が張り込むことになった。もう一軒のマーブロシアターで上映しているのはベティ・デイヴィスのコメディ映画なので見込みは薄かったが、念のためサミュエル・カウリー捜査官のチームを配置した。
この日のシカゴは気温40度を超え、通りには多くの市民がそぞろ歩きをしており、最新式のクーラーを装備するバイオグラフシアターは涼を求める客で賑っていた。19時30分頃、バイオグラフシアター周辺に数台の車が停車しスーツ姿の男たちが降りてくるのを通りを眺めていた支配人が気付き、不審に思い警察に電話するとおとり捜査を進行中だと説明された。

### デリンジャーの最期
20時30分過ぎ、デリンジャーがバイオグラフシアターに入っていくのを確認し、マーブロシアターにいるカウリー捜査官を呼び戻した。
22時40分、映画が終わり大勢の客と共にデリンジャーが歩道に出てきた。パーヴィスは葉巻を吸うふりをしてマッチに火を点け仲間に合図を送った。
デリンジャーはアンナとポリーに挟まれる形で南東の方向に歩き出し、すぐ後ろに捜査官2名が続いた。さらに50メートルほど歩いた辺りで少なくとも6名の捜査官と刑事が接近しており、アンナは彼らに気付いてデリンジャーから離れた。デリンジャーも尾行に勘付いたのか拳銃を取り出すような仕草を見せたので、3名の捜査官が躊躇わずに発砲した。

クラレンス・ハートが1発、チャールズ・ウィンステッドが3発、ハーマン・ホリスが1発の計5発を発射、背中に2発と後頭部のすぐ下の首の辺りに1発の計3発が命中し、デリンジャーは石畳の歩道に顔面から倒れた。デリンジャーの前方を歩いていたエタ・ナタルスキー夫人とテレサ・パウルスという2人の女性が流れ弾で負傷したが軽傷で済んだ。

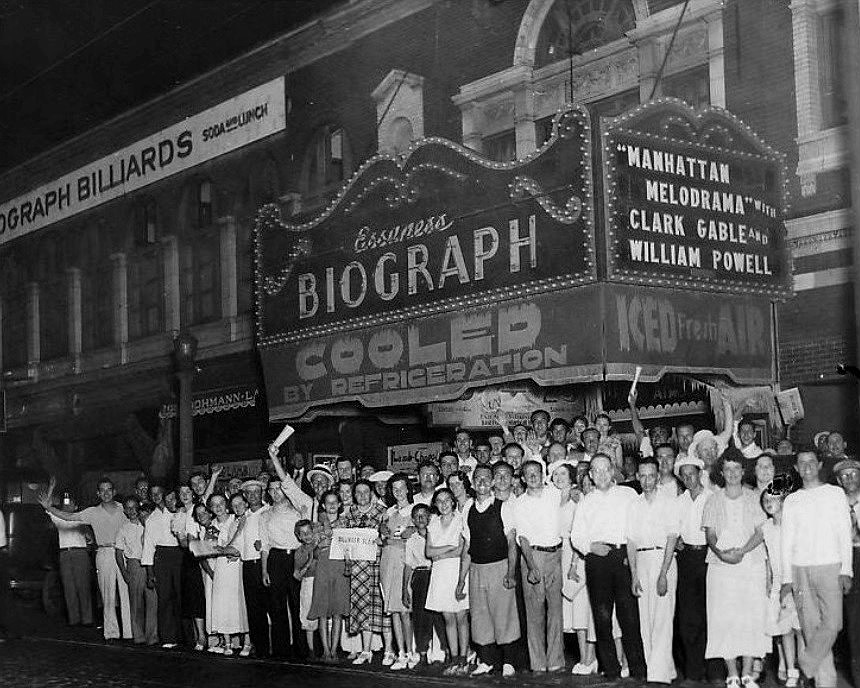
銃撃の後、映画館に詰め掛ける人々

パーヴィスは集まってきたパトロール警官に状況を説明して非常線を張った。すぐに救急車が来てデリンジャーをアレクシアンブラザーズ病院に運んだが、20分後に車中で息を引きとった。遺体は病院の入口付近の芝生に横たえられ捜査官4名が検視官の到着を待った。
デリンジャーの顔は口髭を生やし整形手術の跡があった。シルクのシャツにグレーのフランネルのズボン、黒いネクタイと麦わら帽、眼鏡をかけており、その恰好は近所のアパートに住む一般家庭の主人のようだった。ポケットにはコルトM1903があった。
一方、事件現場には大勢の野次馬が集まり、石畳に出来た血溜まりにハンカチを当てて血を持ち帰ろうとする者まで現れた。

## デリンジャーの死後

### アンナ・セージのその後
銃撃の後アンナはいったんアパートに戻り、地味なスカートに履き替えてから映画館に戻ったとAP通信は報じている。

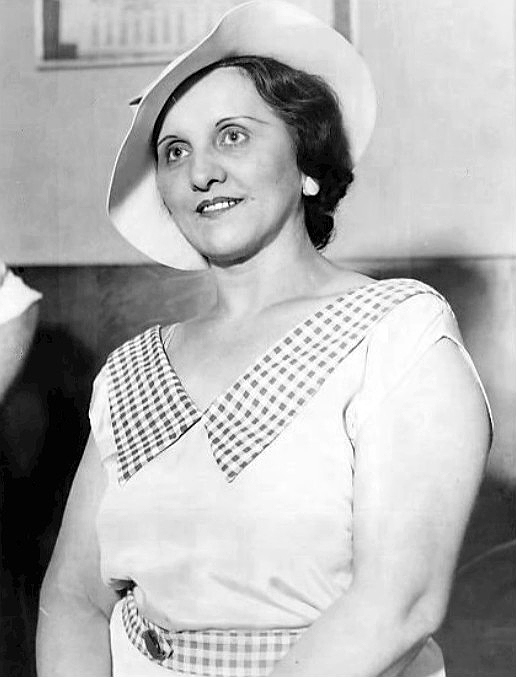
「赤い服の女」アンナ・セージ

捜査局は2日後にアンナと息子の身柄を確保し、ギャングの報復とマスコミの取材を避けるためデトロイトに避難させた。2週間ほど経ってからカリフォルニアに移された。
彼女には情報提供者への懸賞金5,000ドル(現在の約118,000ドル)が支払われた。しかし国外追放命令は却下されず、彼女は捜査局を訴えたが連邦裁判所は「国外追放の権限は労働省にあり司法省に責任はない」と訴えを退けた。
翌年、母国のルーマニアに帰された。最初の夫との間に生まれた息子はアメリカに残った。
1947年4月25日、肝硬変のため55歳で死亡した。

### ポリー・ハミルトンのその後
目の前で恋人が撃ち殺されたポリーは恐くなって現場を立ち去り、路面電車でウィルソンst.にある勤め先のダイナーにたどり着いた。一緒に仕事をしている友人のダン・マキシンがいたので、目の前で起きたことを話しながら一緒に酒を飲んだ。
シカゴ警察がポリーを保護しサミュエル・カウリー捜査官に引き渡した。デリンジャーについて尋問を受けた後、ギャングの報復とマスコミの取材を避けるためアンナと一緒にデトロイトに2週間ほど避難した。
彼の正体を聞いたポリーは「彼は遊園地の射撃場が好きだった。彼が標的を撃ち始めると見物人が大勢集まってきた」と話し、また「家庭料理が好きな農場出身の少年」「人を傷付けるのを好まず寛大で思いやりのある人」などとデリンジャーの人柄を話したという。
デリンジャーだと知らなかったという主張は認められ、犯罪者隠匿罪での起訴は免れた。証人保護プログラムによりケイ・サリバンと改名してシカゴに戻り、その後セールスマンと結婚して普通の主婦としてノースシカゴで暮らした。1969年2月19日に60歳で亡くなった。

### その他
デリンジャーをかくまっていたジミー・プロバスコは事件から4日目に捜査局によって拘束され、尋問するためクラーク・アダムズビル（別名バンカーズビル)19階にある捜査局事務所に連行した。だが捜査官が指紋採取の準備をしようと部屋を空けている間に窓から転落死した。
弁護士のルイス・ピケット(Louis Piquett,1880–1951)はデリンジャーの逃亡幇助の容疑で起訴された。弁護士の守秘義務を全うしたとされ無罪になったが、依頼主ではないホーマー・ヴァン・メーターをかくまった件で有罪となった。懲役1年と罰金1万ドル、さらに弁護士の資格を剥奪された。

## その他のエピソード
- アンナ・セージ（本名アナ・クンパナシュ Ana Cumpănaș)は、1892年にルーマニアのティミショアラ近郊で生まれた。17歳で結婚してアメリカに移住し、その翌年息子を産んだ。

イーストシカゴの売春宿で働き始めたが、イーストシカゴ警察の警察官マーティン・ザーコビッチ(Martin Zarkovich)との不倫が原因で離婚した。1929年にルーマニア人弁護士のアレクサンダー・スーチューと再婚し、そのときスーチュー(Suciu)を米国名のセージ(Sage)に改名した。しかし夫と息子の仲がうまくいかず1932年に離婚した。
その後売春宿のオーナーが亡くなり経営を引き継いだ。
- マーティン・ザーコヴィッチ刑事は後に汚職警官として有名になる。マフィアや政界との関わりは当時から噂されており、その後イーストシカゴ警察署長まで昇進した。アンナの売春宿が長く運営できたのはザーコヴィッチのおかげであった。
- ポリー・ハミルトンはアンナの店の売春婦だったと言われているが、看護学校を出ており店の女性たちの世話や会計係をしていたと考える歴史研究家もいる。
- これまで多くの映画や書籍でデリンジャーとビリー・フレシェットのロマンスが描かれてきたが、実際には複数の愛人がいた。この日はポリーの写真が入った懐中時計を持ち、ポリーは「愛を込めてJ.L.」とジミー・ローレンスの頭文字が刻まれた指輪を付けていた。

- 同様にこの事件はメルヴィン・パーヴィス捜査官の手柄のように描かれてきたが、パーヴィスはリトル・ボヘミア・ロッジの失敗のあと現場を担当しており、情報収集やアンナ・セージとの取引などはサミュエル・カウリー捜査官が行なった。
- 流れ弾で左足を負傷したエタ・ナタルスキー(45)は、 後に政府当局に入院費を請求したが却下された[14]。
- 内通者(赤い服の女)の存在はインディアナ州警察のマット・リーチ署長によって暴露された[15]。リーチはデリンジャーギャングを早い段階から捜査してきた一人だが、地方警察を見下すフーヴァー長官は個人的感情から彼を作戦から除外した[注釈 2]。リーチ署長は翌朝の新聞で事件を知り、腹いせにシカゴトリビューンに公表した[16]。